# Сезеневское сельское поселение
Сезеневское сельское поселение — муниципальное образование в составе Зуевского района Кировской области России.
Центр — село Сезенево.
Законом Кировской области от 28 февраля 2019 года № 240−ЗО, вступившим в силу 13 марта 2019 года, Сезеневское и Чепецкое сельские поселения объединены в Сезеневское сельское поселение с административным центром в селе Сезенево.

## История
В начале 1920-х годов в составе Сезеневской волости Слободского уезда был образован Сезеневский сельсовет. По переписи 1926 года население сельсовета составляло 1509 человек, в него входили 21 населённый пункт: села Сезенево и Ст. Сезенево; деревни Архипенки, Белянинцы, Волченки, Дерганцы 1, Дерганцы 2, Клины 1-е, Клины 2-е, Мусихи, Овсеевцы, Опали, Самсонята, Семаки, Сорочата, Терюхи, Ушковцы, Б. Шишканцы, М. Шишканцы, Яговкино и хутор Макаровка. С 1929 года Сезеневский сельсовет — в составе Зуевского района. В 1950 году в составе сельсовета числилось 19 населённых пунктов с населением 1418 чел. По данным 1978 года в состав сельсовета были включены упразднённые Абросенский и Поджорновский сельсоветы, часть населённых пунктов была исключена из учётных данных, таким образом Сезеневский сельсовет включал 17 населённых пунктов. В 1997 году Сезеневский сельсовет преобразован в Сезеневский сельский округ в составе 14 населённых пунктов.
1 января 2006 года в соответствии с Законом Кировской области от 07.12.2004 № 284-ЗО образовано Сезеневское сельское поселение, в него вошла территория бывшего Сезеневского сельского округа.
Законом Кировской области от 28 февраля 2019 года № 240−ЗО, вступившим в силу 13 марта 2019 года, Сезеневское и Чепецкое сельские поселения объединены в Сезеневское сельское поселение с административным центром в селе Сезенево.

## Население
| 2010 | 2012 | 2013 | 2014 | 2015 | 2016 | 2017 |
| ---- | ---- | ---- | ---- | ---- | ---- | ---- |
| 375  | ↘346 | ↘312 | ↘297 | ↘282 | ↘274 | ↘255 |
| 2018 | 2019 | 2020 | 2021 |      |      |      |
| ↘238 | ↘215 | ↗409 | ↘335 |      |      |      |

## Состав сельского поселения
В состав поселения входят 12 населённых пунктов:
| №  | Населённый пункт | Тип населённого пункта          | Население |
| -- | ---------------- | ------------------------------- | --------- |
| 1  | Абросенки        | деревня                         | 10        |
| 2  | Дереганцы        | деревня                         | 0         |
| 3  | Клины            | деревня                         | 1         |
| 4  | Лубнята          | деревня                         | 6         |
| 5  | Луза             | деревня                         | 4         |
| 6  | Махни            | деревня                         | 0         |
| 7  | Мотоус           | посёлок                         | 119       |
| 8  | Поджорново       | деревня                         | 8         |
| 9  | Посохи           | деревня                         | 2         |
| 10 | Сезенево         | село, административный центр    | ↘213      |
| 11 | Целоусы          | деревня                         | 10        |
| 12 | Яговкинцы        | деревня                         | 2         |
| 13 | Моченки          | деревня                         | 1         |
| 14 | Спасо-Заозерье   | село                            | ↘2        |
| 15 | Талица           | посёлок                         | 0         |
| 16 | Чепецкий         | посёлок, административный центр | ↘459      |